# 依田康国
依田 康国（よだ やすくに）は、安土桃山時代の武将。徳川氏の家臣。官位は従五位下・修理大夫。

## 生涯
元亀元年（1570年）、依田信蕃の長男として本拠信濃国春日城にて誕生。幼少時は、弟・康勝と共に甲斐武田氏の人質となる。天正10年（1582年）の織田信長による武田征伐での武田家滅亡、本能寺の変での信長の死を経た天正壬午の乱後の天正11年（1583年）、後北条氏方の大井行吉が籠城する岩尾城を攻略中、敵の銃撃を受けた父・信蕃が、その戦傷により没したため、家督を継ぐ。
信蕃の功績を認めた徳川家康は、同天正11年3月、康国に「康」の偏諱と松平姓を与えて元服させ、松平源十郎康国と名乗らせ、大久保忠世を後見人として小諸城と6万石を賜る。同年、父の菩提を弔うため、田口城麓の居館跡に蕃松院（曹洞宗）を整備した。同寺に信蕃の位牌と、夫妻のものと伝わる墓所が残る。

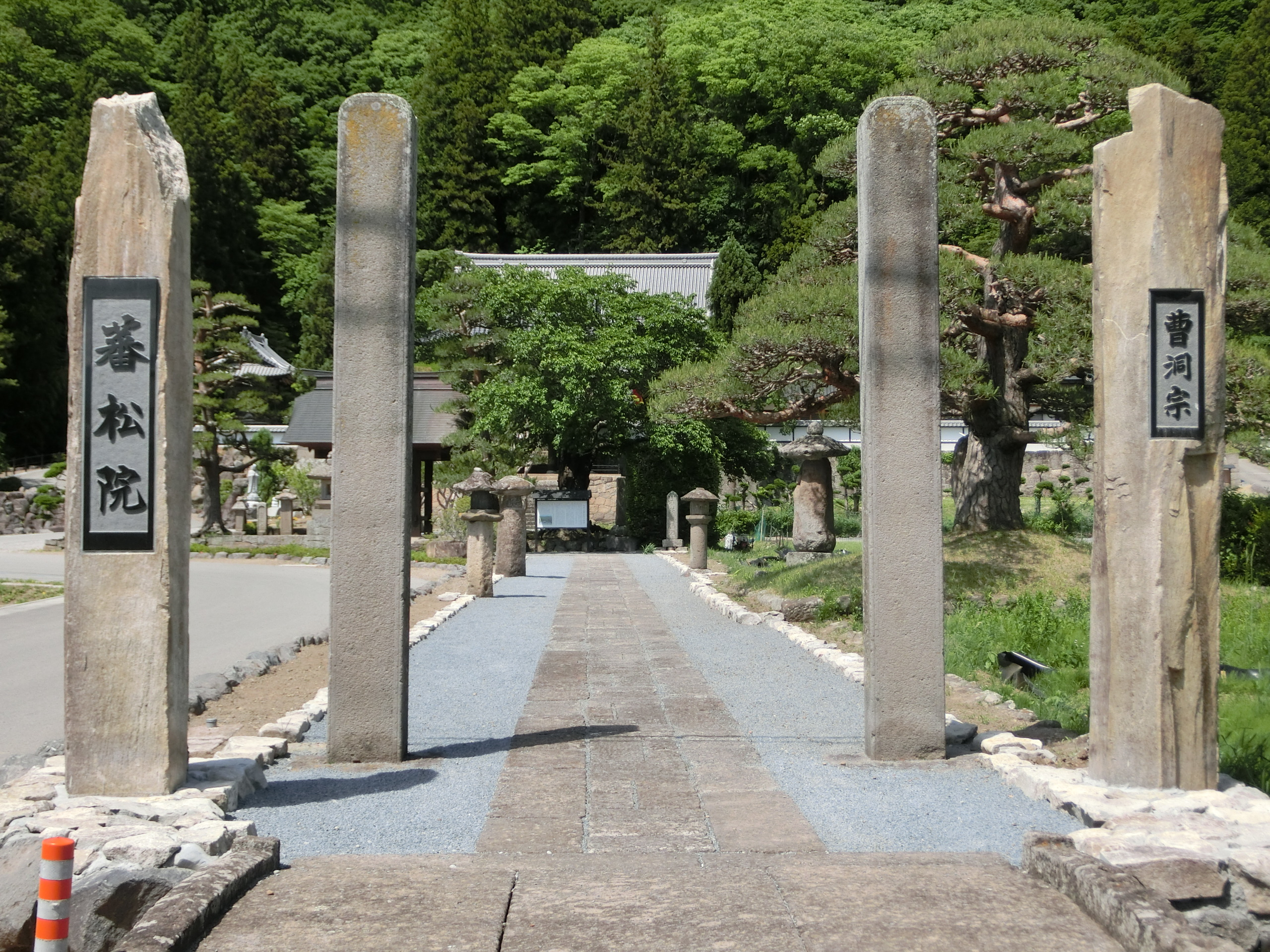
蕃松院

天正13年（1585年）の徳川と真田昌幸との間に起こった第一次上田合戦で初陣を飾る。徳川方は戦術的な敗北を喫したが、康国はその活躍により感状を受けている。その後は佐久地方の自領の安定統治に力を入れていたことが、現存する書状などから確認できる。天正17年、相木昌朝、伴野貞長らの佐久地方の旧領主が挙兵したが木次原の戦いで破る。
天正15年（1587年）11月には大久保忠隣の娘と婚姻している（『家忠日記』。なお、『寛政譜』には忠隣の娘は弟の康勝の妻とされているが、康勝は亡き兄の妻を娶ったと伝えられているため、忠隣の娘は康国の没後に康勝と再婚したとみられる）。
天正18年（1590年）、豊臣秀吉の小田原征伐において、徳川旗下のまま前田利家の先導役として同軍に属し、佐久郡白岩城、大道寺政繁の上野国松井田城、西牧城などの攻略に参加した。寺尾左馬助（石倉治部）の守る上野石倉城を攻略中、戦死した。
左馬助から康国への申し入れにより、いったんは開城となったが開城時の混乱の中で疑心暗鬼に陥った左馬助が康国を殺害、弟・康勝が左馬助を討ち取った、という話も伝わる。
小田原合戦ののち、弟・康勝が家督と遺領を継いだが、康勝は家康の関東入国に付属して移封。上野藤岡城3万石を賜った。慶長6年（1601年）、康勝は康国の菩提を弔う為、父・信蕃、祖父・芦田信守が拠った春日城の麓に、一族の（信蕃の叔父）天外大雲禅師を開山として康国寺を建立した。同所に康国夫妻の墓が残る。